# Анджей Стасюк
Анджей Стасюк (пол. Andrzej Stasiuk; нар. 25 вересня 1960, Варшава) — польський поет, прозаїк, драматург.

## Біографія
Не закінчив середню школу. Дезертирував з війська, за що сидів півтора року у в'язниці. Брав участь у пацифістичних рухах. У 1987 році покинув Варшаву й оселився в Низьких Бескидах. У 1992 році дебютував збіркою оповідань «Мури Геброну». У 1996 році разом із своєю дружиною Монікою Шнайдерман в лемківському селі Воловець організував видавництво «Чарне», яке спеціалізується на літературі Центрально-Східної Європи.

## Нагороди та відзнаки
Лауреат премії фонду культури (1994), Фонду ім. Косцєльських (1995), ім. Самуїла Лінде (2002), премії ім. Беати Павляк (2004) за книгу «Дорогою на Бабадаґ», Премії Бурштинового метелика ім. Аркадія Фідлера (2007) за книгу «Фадо». Кілька разів висувався на Літературну премію Nike, яку отримав один раз — за книгу «Дорогою на Бабадаґ» в 2005 році. 5 жовтня 2005 року під час урочистостей в краківському магістраті був нагороджений міністром культури Польщі Вальдемаром Домбровським Срібною медаллю Заслужений для культури Gloria Artis.

## Творчість
- Мури Геброну / Mury Hebronu (1992)
- Вірші любовні й не зовсім / Wiersze miłosne i nie (1994)
- Білий крук / Biały kruk (1995)
- Галицькі оповідання / Opowieści galicyjskie (1995)
- Через ріку / Przez rzekę (1996)
- Дукля / Dukla (1997)
- Дві п'єси (телевізійні) про смерть / Dwie sztuki (telewizyjne) o śmierci (1998)
- Як я став письменником (спроба інтелектуальної біографії) / Jak zostałem pisarzem (próba autobiografii intelektualnej) (1998)
- Дев'ять / Dziewięć (1999, укр. пер. 2001)
- Моя Європа / Moja Europa. Dwa Eseje o Europie Zwanej Środkową (2000, у співавторстві з Юрієм Андруховичем, укр. пер. (2001)
- Картонний літак / Tekturowy samolot (2000)
- Opowieści wigilijne (2000, у співавторстві з Ольгою Токарчук і Єжи Пільхом
- Зима / Zima (2001)
- Дорогою на Бабадаґ / Jadąc do Babadag (2004), укр. пер. (2007)
- Ніч. Слов'янсько-німецький медичний трагіфарс / Noc. Słowiańsko-germańska tragifarsa medyczna (2005)
- Фадо / Fado (2006, укр. пер. 2009)
- Темний ліс / Ciemny las (2007)
- Дойчлянд / Dojczland (2007)
- Таксім / Taksim (2009)
- Щоденник, написаний після / Dziennik pisany później, (2010)
- Грохув / Grochów, (2012)
- Немає экспресов на жовтих дорогах / Nie ma ekspresów przy żółtych drogach (2013)
- Схід / Wschód (2014)

## Український переклад

### Окремі видання
- «Дев'ять» (Львів: ВНТЛ-Класика, 2001)
- «Моя Європа» у співавторстві з Юрієм Андруховичем (Львів: ВНТЛ-Класика, 2001; 2005; 2007)
- «Дорогою на Бабадаґ» (Київ: Критика, 2007)
- «Фадо» (Київ: «Грані-Т», 2009)
- «Галицькі оповідання» переклад з польської Тараса Прохаська (Львів: «Видавництво Старого Лева», 2014)
- «Схід» у перекладі Тараса Прохаська (Львів: «Видавництво Старого Лева», 2015)

### Журнальні публікації
- Анджей Стасюк «Праворуч сімнадцятого градусу» [Архівовано 29 серпня 2005 у Wayback Machine.] («Потяг 76»)
- Анджей Стасюк «Наша конкіста» [Архівовано 6 березня 2016 у Wayback Machine.] («Потяг 76») з книги «Картонний літак»
- Анджей Стасюк «Мені в житті пощастило» [Архівовано 6 березня 2016 у Wayback Machine.] («Потяг 76»)
- Анджей Стасюк «Місце», «Косцейний», «Бабка» [Архівовано 2 грудня 2008 у Wayback Machine.] («Ї»), з книги «Галицькі оповідання»
- «Фадо» («Газета по-українськи»), уривок
- Анджей Стасюк «У бібліотеці» [Архівовано 2 грудня 2008 у Wayback Machine.] («Ї»)
- Вірші («Четвер», № 9), зі збірки «Вірші любовні й не зовсім»
- Анджей Стасюк «Гонитва» («Перекладацька майстерня 2000-2001»), з книги «Через ріку»
- Анджей Стасюк «Через ріку» («Перекладацька майстерня 2000-2001»), з книги «Через ріку»